# Sutyna teltowa
Sutyna teltowa là một loài bướm đêm trong họ Noctuidae.